# ネウケン
ネウケン（Neuquén）は、アルゼンチンの都市。ネウケン州の州都である。人口は23万1198人（2010年）で、パタゴニア最大の都市である。都市圏人口は30万人を上回る。

## 概要
ネウケンは州の東部に位置し、リメイ川とネウケン川の合流地点に位置する。肥沃な土地に囲まれ、重要な農業の中心地となっている。周辺の乾燥した土地にはリメイ川とネウケン川から灌漑水路がひかれている。ネグロ川上流渓谷に属し、リンゴや梨、果物類の生産が盛んである。また、各地で産出された石油を精製する石油産業の中心地ともなっている。国道22号線が町の中心部を二つに分け、市内から8kmはなれたプレシデンテ・ペロン空港からはブエノスアイレス、サン・カルロス・デ・バリローチェ、コモドロリバダビア、リオ・ガジェゴス、リオグランデ、ウシュアイア、そしてサン・マルティン・デ・ロスアンデスへと定期便が就航している。

## 歴史
1885年、Confluenciaと呼ばれていたこのあたりの土地は少数の人々にオークションにかけられた。その直後、砂漠の征服と呼ばれる軍事作戦によってこのあたりに住んでいたマプチェ人及びテウェルチェ人は殺されたりこの土地から追い払われた。チリとの国境線が確定していない時期に、アルゼンチン政府は英国資本のが所有しブエノスアイレス州に本拠を置くブエノスアイレス・グレート・サザン鉄道に、周辺の土地の所有権を与える代わりに鉄道をこの町まで引くことを約束させた。1899年には鉄道はリオネグロ州のCipollettiに達し、3年後の1902年に橋が完成してネウケンまで鉄道が開通した。
ネウケンの町は1904年9月12日に正式に設立され、この地方の首都もMalal Chosからこの若い町へと移された。ネウケンとは以前にこのあたりの住民であったマプチェ人のマプチェ語で「隙間風の吹く」という意味のnehuenkenという言葉に由来する。
1930年には、ネウケンの人口は5000人だった。1960年代に、州内において石油の埋蔵が国営石油会社ヤシミエントス・ペトロリフェロス・フィスカレスによって確認され採掘が開始されると、人口が増加を始めた。1971年には国立Comahue大学が設立され、1970年代から1980年代にかけては人口が急増した。

## 気候
ネウケンの年間降水量は180ミリメートルであり、非常に乾燥している。ネウケンには明確な季節の変化がある。11月から3月の夏は、気温は31度にも達するが、南からの乾燥と強風は他の季節よりも少ない。4月から5月の秋は穏やかな季節である。6月から8月の冬は最高気温は12度程度まで上がるが、4度ほどにしか達しない日も多い。夜は0度程度となり、時には-10度に達する。2010年のように、雪も稀に降ることがある。9月から10月の春は秋と同じく穏やかな季節である。
| ネウケンの気候                        | ネウケンの気候 | ネウケンの気候 | ネウケンの気候 | ネウケンの気候 | ネウケンの気候 | ネウケンの気候 | ネウケンの気候 | ネウケンの気候 | ネウケンの気候 | ネウケンの気候 | ネウケンの気候 | ネウケンの気候 | ネウケンの気候 |
| 月                                    | 1月            | 2月            | 3月            | 4月            | 5月            | 6月            | 7月            | 8月            | 9月            | 10月           | 11月           | 12月           | 年             |
| ------------------------------------- | -------------- | -------------- | -------------- | -------------- | -------------- | -------------- | -------------- | -------------- | -------------- | -------------- | -------------- | -------------- | -------------- |
| 平均最高気温 °C （°F）                | 31.8 (89.2)    | 31 (88)        | 27.2 (81)      | 21.4 (70.5)    | 16.7 (62.1)    | 11.9 (53.4)    | 11.3 (52.3)    | 15.7 (60.3)    | 18.6 (65.5)    | 23.2 (73.8)    | 27.7 (81.9)    | 30.5 (86.9)    | 22.5 (72.5)    |
| 日平均気温 °C （°F）                  | 23.5 (74.3)    | 22.5 (72.5)    | 19.2 (66.6)    | 14.1 (57.4)    | 9.8 (49.6)     | 6.4 (43.5)     | 5.1 (41.2)     | 8.6 (47.5)     | 11.3 (52.3)    | 15.6 (60.1)    | 19.7 (67.5)    | 22.5 (72.5)    | 14.8 (58.6)    |
| 平均最低気温 °C （°F）                | 15.3 (59.5)    | 14 (57)        | 11.2 (52.2)    | 6.9 (44.4)     | 3 (37)         | 1 (34)         | −1 (30)        | 1.5 (34.7)     | 4 (39)         | 8.1 (46.6)     | 11.7 (53.1)    | 14.7 (58.5)    | 7.6 (45.7)     |
| 降水量 mm （inch）                    | 12.7 (0.5)     | 10 (0.39)      | 33.2 (1.307)   | 11.3 (0.445)   | 10.1 (0.398)   | 25.1 (0.988)   | 17.8 (0.701)   | 11.2 (0.441)   | 23.8 (0.937)   | 10.7 (0.421)   | 7.9 (0.311)    | 8.9 (0.35)     | 182.7 (7.193)  |
| 出典：Servicio Meteorológico Nacional |                |                |                |                |                |                |                |                |                |                |                |                |                |

## 文化
マリオ・ロベルト・アルバレスが設計したBellas Artes国立美術館が2004年にオープンした。この美術館は国内外の両方の美術品を展示し、常設展示室、企画展示室、講堂、劇場の4ホールにて構成されている。

## 姉妹都市
- ノックスビル、テネシー州、アメリカ合衆国
- トレヴィーゾ、ヴェネト州、イタリア
- バルディビア、チリ